# Liga de Fútbol de Anguila 2021
La AFA Senior Male League es la vigésima segunda (22) edición de la Liga de Fútbol de Anguila, la primera división de fútbol en Anguila.
La temporada comenzó el 5 de marzo de 2021 con el encuentro entre West End Predators y Doc's United, se nota de nueva cuenta la participación de Salsa Ballers FC y la no continuidad de Development.
Debido a la pandemia de COVID-19 la temporada se suspendió unas semanas y se pospusieron partidos, al final no se celebraron los partidos pendientes, no se jugó la fase final y se eligió al campeón (el mejor posicionado en la tabla) poco antes del inicio de la nueva temporada.

## Sistema de disputa
El formato consta de once equipos que en 11 jornadas juegan una vez contra cada rival. Los primeros 4 lugares clasifican a una ronda de eliminación comenzando desde las semifinales y el ganador es campeón de la liga.

## Tabla general
| Pos. | Equipo                | Pts. | PJ | G | E | P | GF | GC | Dif. | Clasificación 2021 |
| ---- | --------------------- | ---- | -- | - | - | - | -- | -- | ---- | ------------------ |
| 1    | Roaring Lions FC      | 24   | 8  | 8 | 0 | 0 | 33 | 1  | +32  |                    |
| 2    | Kicks United FC       | 21   | 9  | 7 | 0 | 2 | 27 | 8  | +19  |                    |
| 3    | Uprising FC           | 16   | 8  | 5 | 1 | 2 | 16 | 12 | +4   |                    |
| 4    | Doc's United FC       | 15   | 6  | 5 | 0 | 1 | 28 | 3  | +25  |                    |
| 5    | Lymers FC             | 13   | 8  | 4 | 1 | 3 | 11 | 8  | +3   |                    |
| 6    | Attackers FC          | 13   | 9  | 3 | 4 | 2 | 10 | 16 | −6   |                    |
| 7    | Diamond FC            | 10   | 8  | 3 | 1 | 4 | 11 | 11 | 0    |                    |
| 8    | Enforcers FC          | 7    | 8  | 2 | 1 | 5 | 15 | 16 | −1   |                    |
| 9    | Salsa Ballers FC      | 6    | 9  | 2 | 0 | 7 | 11 | 32 | −21  |                    |
| 10   | ALHCS Spartans FC     | 5    | 9  | 1 | 2 | 6 | 6  | 24 | −18  |                    |
| 11   | West End Predators FC | 3    | 10 | 1 | 0 | 9 | 8  | 45 | −37  |                    |

Actualizado a los partidos jugados el 11 de agosto de 2021.
 Fuente: 

## Jornadas
| West End Predators | 1 - 12 | Doc's United   | Centro Raymond E. Guishard | 5 de marzo | 16:30 |
| Enforcers          | 5 - 4  | Salsa Ballers  | Centro Raymond E. Guishard | 6 de marzo | 14:30 |
| Diamond FC         | 1 - 2  | Uprising FC    | Centro Raymond E. Guishard | 6 de marzo | 17:00 |
| Attackers          | 0 - 0  | ALHCS Spartans | Centro Raymond E. Guishard | 7 de marzo | 14:30 |
| Kicks United       | 1 - 4  | Roaring Lions  | Centro Raymond E. Guishard | 7 de marzo | 17:00 |

| ALHCS Spartans | 0 - 2 | Lymers             | Centro Raymond E. Guishard | 12 de marzo | 23:30 |
| Salsa Ballers  | 1 - 2 | Attackers          | Centro Raymond E. Guishard | 13 de marzo | 21:30 |
| Uprising FC    | 2 - 1 | West End Predators | Centro Raymond E. Guishard | 14 de marzo | 17:00 |
| Roaring Lions  | 3 - 0 | Enforcers          | Centro Raymond E. Guishard | 14 de marzo | 21:30 |
| Doc's United   | 2 - 1 | Kicks United       | Centro Raymond E. Guishard | 15 de marzo | 18:00 |

| Diamond FC         | 1 - 1     | ALHCS Spartans | Centro Raymond E. Guishard | 20 de marzo  | 18:00 |
| West End Predators | 1 - 6     | Kicks United   | Centro Raymond E. Guishard | 21 de marzo  | 15:30 |
| Lymers             | 2 - 0     | Salsa Ballers  | Centro Raymond E. Guishard | 21 de marzo  | 18:00 |
| Enforcers          | Pospuesto | Doc's United   | Centro Raymond E. Guishard | 7 de agosto  | 15:30 |
| Attackers          | 0 - 5     | Roaring Lions  | Centro Raymond E. Guishard | 11 de agosto | 17:30 |

| Doc's United   | - | Attackers   | Centro Raymond E. Guishard | 18 de agosto | 17:30 |
| Roaring Lions  | - | Lymers      | Centro Raymond E. Guishard | 20 de agosto | 17:30 |
| ALHCS Spartans | - | Uprising FC | Centro Raymond E. Guishard | 21 de agosto | 18:00 |
| Salsa Ballers  | - | Diamond FC  | Centro Raymond E. Guishard | 22 de agosto | 15:30 |
| kicks United   | - | Enforcers   | Centro Raymond E. Guishard | 22 de agosto | 18:00 |

| Attackers          | 0 - 5     | Kicks United  | Centro Raymond E. Guishard | 1 de agosto | 18:00 |
| Lymers             | Pospuesto | Doc's United  | Centro Raymond E. Guishard | 4 de agosto | 17:30 |
| West End Predators | 0 - 6     | Enforcers     | Centro Raymond E. Guishard | 4 de agosto | 18:00 |
| Uprising FC        | 5 - 0     | Salsa Ballers | Centro Raymond E. Guishard | 6 de agosto | 17:00 |
| Diamond FC         | 0 - 2     | Roaring Lions | Centro Raymond E. Guishard | 6 de agosto | 19:00 |

| ALHCS Spartans | 1 - 3     | West End Predators | Centro Raymond E. Guishard | 10 de abril  | 18:00 |
| Enforcers      | 1 - 1     | Attackers          | Centro Raymond E. Guishard | 11 de abril  | 18:00 |
| Kicks United   | 2 - 0     | Lymers             | Centro Raymond E. Guishard | 8 de agosto  | 18:00 |
| Doc's United   | Pospuesto | Diamond FC         | Centro Raymond E. Guishard | 13 de agosto | 17:30 |
| Roaring Lions  | Pospuesto | Uprising FC        | Centro Raymond E. Guishard | 14 de agosto | 18:00 |

| West End Predators | 1 - 3 | Attackers      | Centro Raymond E. Guishard | 14 de abril  | 17:30 |
| Salsa Ballers      | 2 - 1 | ALHCS Spartans | Centro Raymond E. Guishard | 16 de abril  | 17:30 |
| Diamond FC         | 0 - 2 | Kicks United   | Centro Raymond E. Guishard | 17 de abril  | 15:30 |
| Uprising FC        | 0 - 3 | Doc's United   | Centro Raymond E. Guishard | 18 de abril  | 18:00 |
| Lymers             | 1 - 0 | Enforcers      | Centro Raymond E. Guishard | 15 de agosto | 18:00 |

| Salsa Ballers | 4 - 0 | West End Predators | Centro Raymond E. Guishard | 21 de abril | 17:30 |
| Enforcers     | 0 - 2 | Diamond FC         | Centro Raymond E. Guishard | 16 de abril | 17:30 |
| Kicks United  | 4 - 1 | Uprising FC        | Centro Raymond E. Guishard | 16 de abril | 19:30 |
| Roaring Lions | 7 - 0 | ALHCS Spartans     | Centro Raymond E. Guishard | 3 de julio  | 15:30 |
| Attackers     | 1 - 1 | Lymers             | Centro Raymond E. Guishard | 4 de julio  | 18:00 |

| Diamond FC         | 1 - 2 | Attackers      | Centro Raymond E. Guishard | 7 de julio  | 17:30 |
| Doc's United       | 4 - 0 | ALHCS Spartans | Centro Raymond E. Guishard | 9 de julio  | 17:30 |
| Uprising FC        | 2 - 1 | Enforcers      | Centro Raymond E. Guishard | 9 de julio  | 20:00 |
| West End Predators | 0 - 3 | Lymers         | Centro Raymond E. Guishard | 10 de julio | 15:30 |
| Salsa Ballers      | 0 - 7 | Roaring Lions  | Centro Raymond E. Guishard | 11 de julio | 18:00 |

| West End Predators | 0 - 4 | Roaring Lions  | Centro Raymond E. Guishard | 14 de julio | 17:30 |
| Doc's United       | 7 - 0 | Salsa Ballers  | Centro Raymond E. Guishard | 16 de julio | 17:30 |
| Kicks United       | 3 - 0 | ALHCS Spartans | Centro Raymond E. Guishard | 16 de julio | 19:00 |
| Attackers          | 1 - 1 | Uprising       | Centro Raymond E. Guishard | 17 de julio | 15:30 |
| Lymers             | 1 - 2 | Diamond FC     | Centro Raymond E. Guishard | 18 de julio | 18:00 |

| Diamond FC     | 4 - 1     | West End Predators | Centro Raymond E. Guishard | 21 de julio | 17:30 |
| ALHCS Spartans | 3 - 2     | Enforcers          | Centro Raymond E. Guishard | 23 de julio | 17:30 |
| Uprising       | 3 - 1     | Lymers             | Centro Raymond E. Guishard | 23 de julio | 19:00 |
| Salsa Ballers  | 0 - 3 AWD | Kicks United       | Centro Raymond E. Guishard | 24 de julio | 15:30 |
| Roaring Lions  | 1 - 0     | Doc's United       | Centro Raymond E. Guishard | 25 de julio | 18:00 |

## Fase final
El 23 de febrero de 2022 la Asociación de futbol de Anguila (AFA por sus siglas en inglés) anunció en sus redes sociales que Roaring Lions es el campeón de la 11.ª edición del campeonato.
El torneo se suspendió con pocas jornadas por disputarse y Roaring Lions fue el mejor posicionado en la tabla.

## Goleadores
| Pos | Nombre            | Equipo             | Goles |
| --- | ----------------- | ------------------ | ----- |
| 1   | Jonathan Guishard | Doc's United       | 10    |
| 2   | Sylvanus James    | Enforcers          | 9     |
| 3   | Oliver Walker     | Roaring Lions      | 8     |
| 4   | Jermaine Ricketts | Doc's United       | 8     |
| 5   | Delani Francis    | Kicks United       | 6     |
| 6   | Desroy Findlay    | Salsa Ballers      | 6     |
| 7   | René Thomas       | Uprising           | 6     |
| 8   | Sherman Anthony   | West End Predators | 5     |
| 9   | Chadwick Samuels  | Attackers          | 5     |
| 10  | Kapil Battice     | Roaring Lions      | 5     |